# Чен, Джонни
Джонни Чен (англ. Johnny Chan, кит. упр. 陈强尼, пиньинь Chén Qiángní, палл. Чэнь Цянни род. в 1957 году в Гуанчжоу, Китай) — профессиональный игрок в покер. Член Зала славы покера с 2002 года.

## Биография
В 1962 году семья Чена переехала из Гуанчжоу в Гонконг, а в 1968 — в Финикс. Позже, в 1973 году, состоялся ещё один переезд — в Хьюстон, где его семья владела сетью ресторанов. Он собирался продолжить семейное дело, но в 21 год бросил учёбу в университете Хьюстона и переехал в Лас-Вегас, чтобы стать профессиональным игроком.
В Лас-Вегасе Чен владеет рестораном в отеле «Стратосфера» и консультирует казино и организаторов турниров, пишет статьи для журнала «Card Player». В 2007 году Чен запустил свой онлайн-покер-рум, но в августе 2008 года он был закрыт.

## Карьера
В 1987 году Чен впервые стал победителем главного турнира Мировой серии покера, в финале с Т♠ 9♣ обыграв Фрэнка Хендерсона (4♦ 4♣). Этот успех он повторил и в 1988 году, когда был обыгран Эрик Сайдел (J♣ 9♣ против Д♣ 7♥). Финальный поединок Чена и Сайдела был показан в фильме «Rounders» (1998 год, в российском прокате шёл под названием «Шулера»). Чен имел возможность выиграть главный турнир года в третий раз подряд, но в 1989 году в финале проиграл Филу Хельмуту.В 2005 году Чен стал первым игроком, выигравшим десять браслетов WSOP. На данный момент десять браслетов также у Дойла Брансона и Фила Айви. На пять браслетов больше у Фила Хельмута. В 2002 году Чен был принят в Зал славы покера. По состоянию на 2008 год Чен выиграл $6,846,136 призовых.